# El circo (película de 1943)
El circo es una película de comedia y aventura mexicana de 1943 dirigida por Miguel M. Delgado y protagonizada por Mario Moreno «Cantinflas» y Gloria Lynch.

## Argumento
Un zapatero (Cantinflas) repara el tacón de una bota de Rosalinda (Gloria Lynch) quien es amazona en el circo de su padre, el Coronel (Eduardo Arozamena). Luego, Cantinflas se asegura de que lo contraten como el zapatero del circo. El padre de Rosalinda está en deuda con el prestamista Elías (Ángel T. Sala); si no puede pagar el dinero del hombre, su hija debe casarse con Elías, de lo contrario perdería su circo. Cuando un inversionista está interesado en el circo, Elías hace que sus secuaces secuestran a uno de los hombres que demuestran el número del arnés para frustrar la venta. Sin embargo, Cantinflas supera su miedo a las alturas y ocupa su lugar en el número de arnés. Luego se produce la venta y el inversionista le pide al padre de Rosalinda que continúe dirigiendo el circo. Cantinflas espera el favor de Rosalinda, pero resulta que la joven ya ama a otro hombre.

## Reparto
- Mario Moreno como Cantinflas, zapatero.
- Gloria Lynch como Rosalinda.
- Estanislao Schillinsky como Maestro de ceremonias (como E. Schellinsky).
- Eduardo Arozamena como el Coronel, padre de Rosalinda (como Ed. Arozamena).
- Ángel T. Sala como Don Elías.
- Rafael Burguete como Hércules.
- Tito Novaro como Ricardo (como Gustavo Novaro).
- Leonid Kinskey como Cliente ruso de Cantinflas (como L. Kinsky).
- Julio Ahuet (no acreditado).
- Arcady Boytler (no acreditado).
- Manuel Dondé como Empleado del circo (no acreditado).
- Pedro Elviro como Payaso (no acreditado).
- Edmundo Espino como Empleado del circo (no acreditado).
- Juan García como Acróbata (no acreditado).
- Ana María Hernández como Espectadora del circo (no acreditada).
- Alfonso Jiménez (no acreditado).
- Roberto Y. Palacios como Cliente de Cantinflas (no acreditado).
- Ignacio Peón como Espectador del circo (no acreditado).
- Charles Rooner como Mr. Arnold (no acreditado).

## Producción
El circo fue producido por Posa Films. La película celebró su estreno en México el 11 de marzo de 1943. El actor de Hollywood Leonid Kinskey tuvo un cameo en la película porque estaba en México en ese momento para filmar la versión en inglés de Cinco fueron escogidos.